# Umspannwerk Tauern
Koordinaten: 47° 16′ 40″ N, 12° 44′ 23″ O

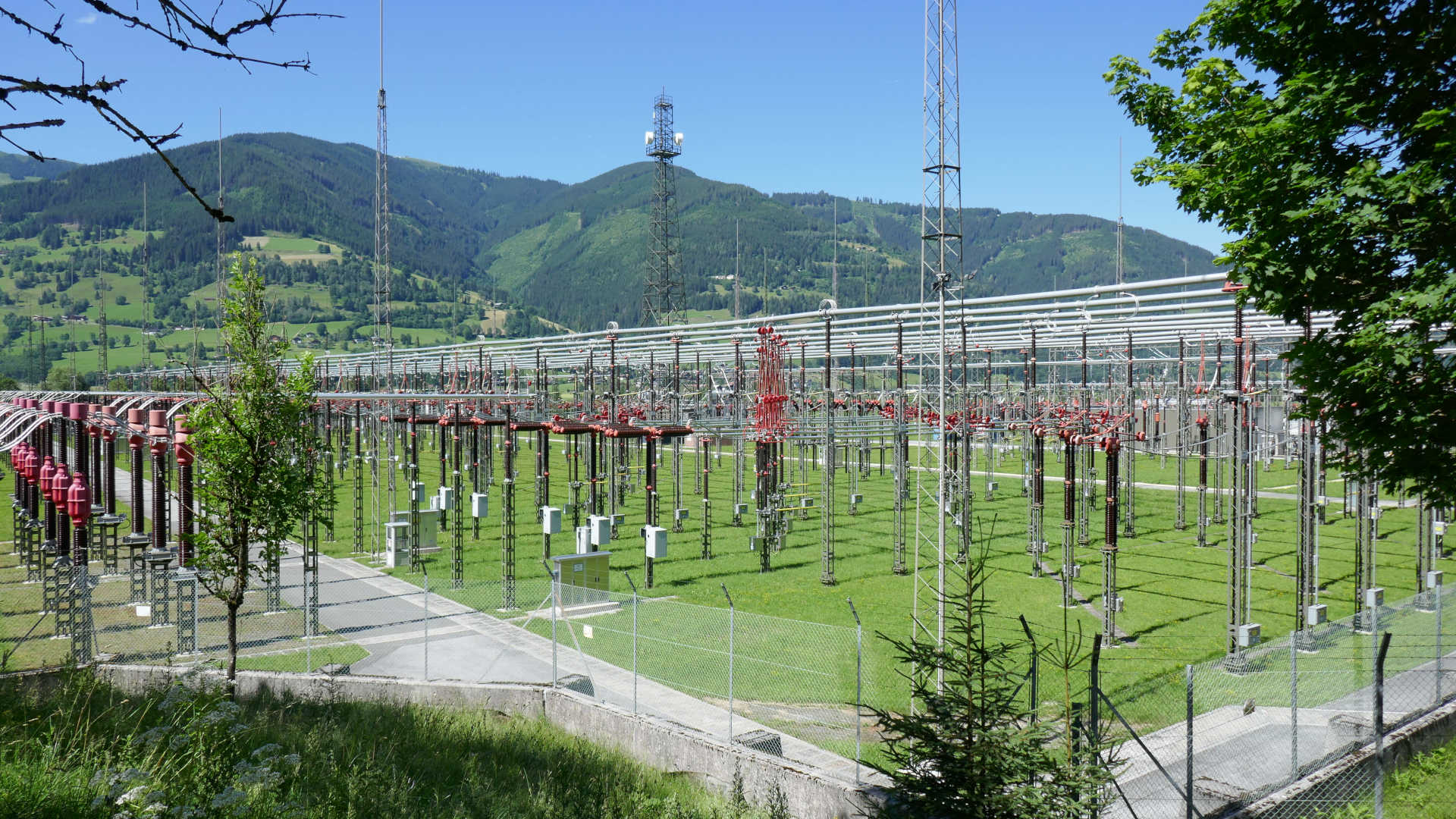
APG Umspannwerk Tauern in Kaprun und Piesendorf

Das Umspannwerk Tauern ist ein im Salzburger Land in den Gemeinden Kaprun und Piesendorf gelegenes Umspannwerk, welches von der Austrian Power Grid (APG) betrieben wird. Es ist einer der vier größten Netzknoten im österreichischen 380-kV-Hochspannungsring und umfasst mehrere Freiluftschaltanlagen für das überregionale 220-kV- und 380-kV-Transportnetz. Es wurde nach zweieinhalbjähriger Bauzeit am 14. November 1990 in Betrieb genommen.
Das Umspannwerk Tauern verbindet das westliche und östliche Hochspannungsnetz in Österreich. Es dient weiters dem Transport der elektrischen Energie aus den Speicherkraftwerken Kaprun, welche mit 380-kV-Freileitungen mit dem Umspannwerk verbunden sind.

## Technische Daten
Das Umspannwerk besteht aus mehreren Freiluftschaltanlagen für 380 kV und 220 kV mit in Summe acht Sammelschienen. Zwischen der 380-kV- und der 220-kV-Ebene sind drei Netzkuppeltransformatoren mit einer Gesamtleistung von 1750 MVA. In der 220-kV-Ebene befindet sich zur Optimierung der Lastflüsse ein Phasenschiebertransformator mit einer Durchgangsleistung von 600 MVA.
Zur statischen Blindleistungskompensation stehen zwei Luftdrosseln mit einer Blindleistung von je 100 Mvar zur Verfügung.

## Leitungen
Vom bzw. zum Umspannwerk Tauern führen unter anderem folgende Hochspannungsleitungen:
- 380-kV-Doppelleitungen zu den Umspannwerken Zell am Ziller und nach Lienz in Osttirol
- 380-kV-Leitungen zu dem Umspannwerk Kaprun und zu den Speicherkraftwerken Kaprun sowie Limberg II und in weiterer Folge die derzeit im Bau befindliche 380-kV-Salzburgleitung.
- 220-kV-Doppelleitungen zu dem Umspannwerk Salzach in Elixhausen, dem Umspannwerk in Weißenbach bei Liezen.